# السيبة (البصرة)
السيبة من اقدم النواحي في قضاء أبي الخصيب في محافظة البصرة إذ استحدثت اداريا منذ قيام الدولة العراقية عام 1921م، وعرفت باسم قائمقامية السيبة. تحولت سنة 1933م إلى ناحية تابعة إلى قضاء ابي الخصيب الواقع في جنوب البصرة وتبعد عن مركز مدينة البصرة بمسافة 65 كيلومتر وهي محاذية إلى ميناء عبادان الإيراني، وهذه الناحية تعرضت إلى دمار كبير خلال الحرب العراقية الإيرانية عام 1980 حيث أزيلت غابات النخيل كافة وقطع الجيش العراقي عنها الماء خلال حكم صدام حسين.
وشملها التعليم عام 1930 بافتتاح مدرسة السيبة الابتدائية وبلغ عدد المدارس الابتدائية والثانوية 27 مدرسة منتشرة في القرى التابعة للناحية حتى عام 1980. وبلغ عدد سكانها حسب احصاء 1977م إلى 65 الف نسمة. ويبلغ عدد سكانها حاليا 160 الف نسمة حسب سجلات دائرة الاحوال المدنية نفوس السيبة. ويبلغ عدد العائدين إلى موطنهم الاصلي 15 الف نسمة ولازال العدد الباقي مهجر خارج الناحية. وتحتوي السيبة على اجواء طبيعية ساحرة ومناظر خلابة لقربها من شط العرب وامتلاكها ساحلا خلابا لكنه غير مستغل من قبل الحكومة ولا توجد مشاريع سياحية عليه رغم توافر الاجواء الملائمة من ماء وتربة خصبة وبساتين نخيل. وللسيبة ثروات زراعية كثيرة وكذلك ثروة نفطية وغازية حيث يوجد فيها حقل السيبة الغازي الذي اوكلت مهمة تطويرة إلى شركة كويت اينيرجي.
وتعني «السيبة» موضع انسياب الماء وجريانه أو العطاء والخير الكثير أو من الفارسية التي تعني (التفاحة).

## آثار ناحية السيبة
| الموقع                    | القرية       | الدور التاريخي |
| الأبلة (موقع)             |              | إسلامي         |
| بلجان ومير أبو الحسن (تل) | بلجان        | إسلامي         |
| دبه أو دبيبة (تل)         | أراضي بلجان  | إسلامي         |
| دير قاووز (تل)            | أراضي الكطعة |                |
| سهل (مقام)                |              | إسلامي         |
| سنيسل (تل)                |              | إسلامي         |
| كوت شمرته (تل)            |              | إسلامي         |
| كوت مسلم                  |              | إسلامي         |
| كوت الزين (تل)            |              | ساساني وإسلامي |